# Galathea longimana
Galathea longimana is een tienpotigensoort uit de familie van de Galatheidae. De wetenschappelijke naam van de soort is voor het eerst geldig gepubliceerd in 1875 door Paul’son.